# Orfelia sapporoensis
Orfelia sapporoensis är en tvåvingeart som först beskrevs av Toyohi Okada 1938.  Orfelia sapporoensis ingår i släktet Orfelia och familjen platthornsmyggor. Inga underarter finns listade i Catalogue of Life.